# BMW Série 4 II

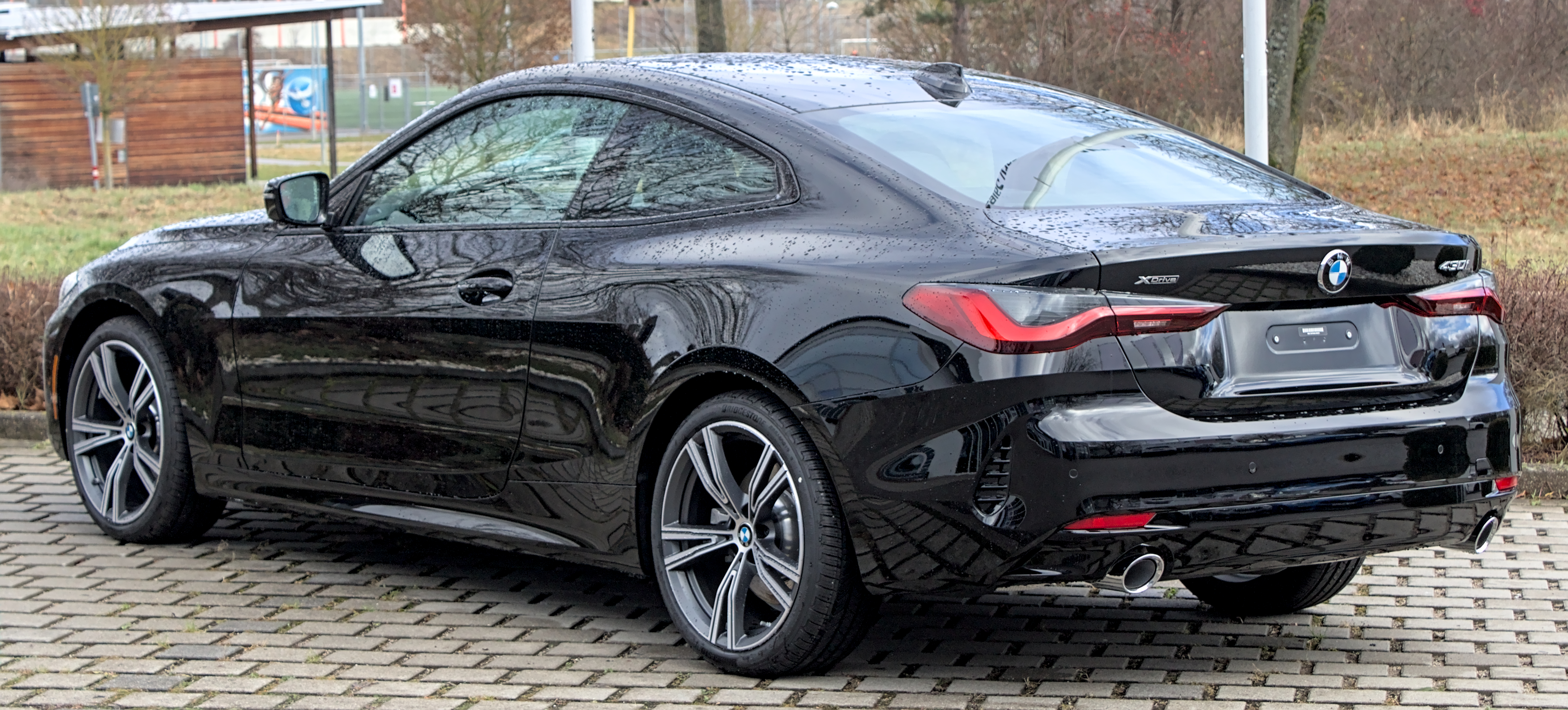
Vue arrière.

La BMW Série 4 II est une berline grand tourisme produite par le constructeur automobile allemand BMW et commercialisée à partir d'octobre 2020. Il s'agit de la version coupé et cabriolet de la BMW Série 3 (type G20).

## Présentation
La seconde génération de coupé Série 4 de BMW est présentée le 2 juin 2020. La G22 s'en distingue notamment par un design plus sportif avec des éléments de la BMW G15. La calandre connue du concept car est également réservée à la Série 4. Les livraisons du coupé, produit à l'usine BMW de Dingolfing, débutent le 22 octobre 2020,.

### Phase 2 (2023 -)
Pour le printemps 2023, la Série 4 est mise à jour. Ainsi, elle adopte le nouveau double-écran incurvé baptisé Curved Display des Série 3 restylée et i4. Il est composé d'un écran de 12,3 pouces faisant office d'instrumentation numérique, et d'un écran multimédia de 14,9 pouces. En outre, le contour des fenêtres M Shadowline en noir brillant devient un équipement de série sur toutes les versions.

## Caractéristiques techniques
La BMW Série 3 G20 fournit la base technique de la nouvelle Série 4.

### Motorisations
La version BMW M4 CSL (pour « Coupé Sport Lightweight ») est présentée le 20 mai 2022.
| (données constructeur)     | BMW Série 4              | BMW Série 4              | BMW Série 4              | BMW Série 4              | BMW Série 4              | BMW Série 4              | BMW Série 4              | BMW Série 4              | BMW Série 4 |
| (données constructeur)     | 420i                     | M440i xDrive             | M4 Competition           | M4 Competition           | 420d                     | 420d                     | 430d xDrive              | M440d xDrive             |             |
| -------------------------- | ------------------------ | ------------------------ | ------------------------ | ------------------------ | ------------------------ | ------------------------ | ------------------------ | ------------------------ | ----------- |
| Moteur                     | 4-cylindres en ligne     | 6-cylindres en ligne     | 6-cylindres en ligne     | 6-cylindres en ligne     | 4-cylindres en ligne     | 4-cylindres en ligne     | 6-cylindres en ligne     | 6-cylindres en ligne     |             |
| Code moteur                | B48B20M0                 | B58B30O1                 | S58B30T0                 | S58B30T0                 | B47D20                   | B47D20                   | B57D30T0                 | B57D30T0                 |             |
| Alimentation               | Turbocompressé           | Bi-turbocompressé        | Bi-turbocompressé        | Bi-turbocompressé        | Turbocompressé           | Turbocompressé           | Turbocompressé           | Turbocompressé           |             |
| Cylindrée (cm3)            | 1 998                    | 2 998                    | 2 993                    | 2 993                    | 1 995                    | 1 995                    | 2 993                    | 2 993                    |             |
| Puissance maximale ch (kW) | 184 (135)                | 374 (275)                | 510 (375)                | 510 (375)                | 190 (140)                | 190 (140)                | 286 (210)                | 340 (250)                |             |
| au régime de (tr/min)      | 5 000 à 6 500            | 5 500 à 6 500            |                          |                          | 4 000                    | 4 000                    | 4 000                    | 4 400                    |             |
| Couple maximal (N m)       | 300                      | 500                      | 650                      | 650                      | 400                      | 400                      | 650                      | 700                      |             |
| au régime de (tr/min)      | 1 350 à 4 000            | 1 900 à 5 000            |                          |                          | 1 750 à 2 500            | 1 750 à 2 500            | 1 500 à 2 500            | 1 750 à 2 250            |             |
| Boîte de vitesses          | Automatique à 8 rapports | Automatique à 8 rapports | Automatique à 8 rapports | Automatique à 8 rapports | Automatique à 8 rapports | Automatique à 8 rapports | Automatique à 8 rapports | Automatique à 8 rapports |             |
| Transmission               | Propulsion               | Intégrale                | Propulsion               | Intégrale                | Propulsion               | Intégrale                | Intégrale                | Intégrale                |             |
| Vitesse maximale (km/h)    | 240                      | 250                      | 290                      | 290                      | 240                      | 238                      | 250                      | 250                      |             |
| 0-100 km/h (s)             | 7,5                      | 4,5                      | 3,9                      | 3,5                      | 7,1                      | 7,4                      | 5,1                      | 4,6                      |             |
| Consommation (L/100 km)    | 6,3                      | 7,5                      | 9,8                      | 10,0                     | 4,6                      | 4,9                      | 5,2                      | 5,7                      |             |
| Émissions de CO2 (g/km)    | 143                      | 170                      | 223                      | 227                      | 119                      | 129                      | 137                      | 150                      |             |
| Capacité du réservoir (L)  | 59                       | 59                       | 59                       | 59                       | 59                       | 59                       | 59                       | 59                       |             |
| Masse à vide (kg)          | 1600                     | 1815                     | 1800                     | 1850                     | 1680                     | 1745                     | 1855                     | 1905                     |             |
| Norme environnementale     | Euro 6d                  | Euro 6d                  | Euro 6d                  | Euro 6d                  | Euro 6d                  | Euro 6d                  | Euro 6d                  | Euro 6d                  |             |

## Finitions
- Lounge
- M Sport

### Grille tarifaire
| |                                                  | Série 4                                   | Lounge                                    | Business Design (uniquement Gran Coupé, pour la clientèle professionnelle) | M Sport                                   | M Performance |
| --- | ------------------------------------------------ | ----------------------------------------- | ----------------------------------------- | -------------------------------------------------------------------------- | ----------------------------------------- | ------------- |
| Essence | 420i 184 ch                                      | 53 750 € Boîte de vitesses Sport : +200 € | 56 150 € Boîte de vitesses Sport : +200 € | 56 500 € Boîte de vitesses Sport : +200 €                                  | 56 750 € Boîte de vitesses Sport : +200 € | -             |
| Essence | M440i xDrive 374 ch                              | -                                         | -                                         | -                                                                          | -                                         | 72 950 €      |
| Diesel | 420d 190 ch                                      | 56 300 € Boîte de vitesses Sport : +200 € | 58 700 € Boîte de vitesses Sport : +200 € | 59 050 € Boîte de vitesses Sport : +200 €                                  | 59 300 € Boîte de vitesses Sport : +200 € | -             |
| Diesel | 420d XDrive 190 ch (indisponible en Cabriolet)   | 58 700 € Boîte de vitesses Sport : +200 € | 61 100 € Boîte de vitesses Sport : +200 € | 61 450 € Boîte de vitesses Sport : +200 €                                  | 61 700 € Boîte de vitesses Sport : +200 € | -             |
| Diesel | 430d xDrive 286 ch                               | 63 450 € Boîte de vitesses Sport : +200 € | 65 950 € Boîte de vitesses Sport : +200 € | -                                                                          | 66 450 € Boîte de vitesses Sport : +200 € | -             |
| Diesel | M440d xDrive 340 ch (indisponible en Gran Coupé) | -                                         | -                                         | -                                                                          | -                                         | 74 050 €      |
| Les tarifs des modèles Coupé et Gran Coupé sont identiques pour une même version. Le surcoût pour le modèle Cabriolet est de 6 500 €. |                                                  |                                           |                                           |                                                                            |                                           |               |

## Concept car

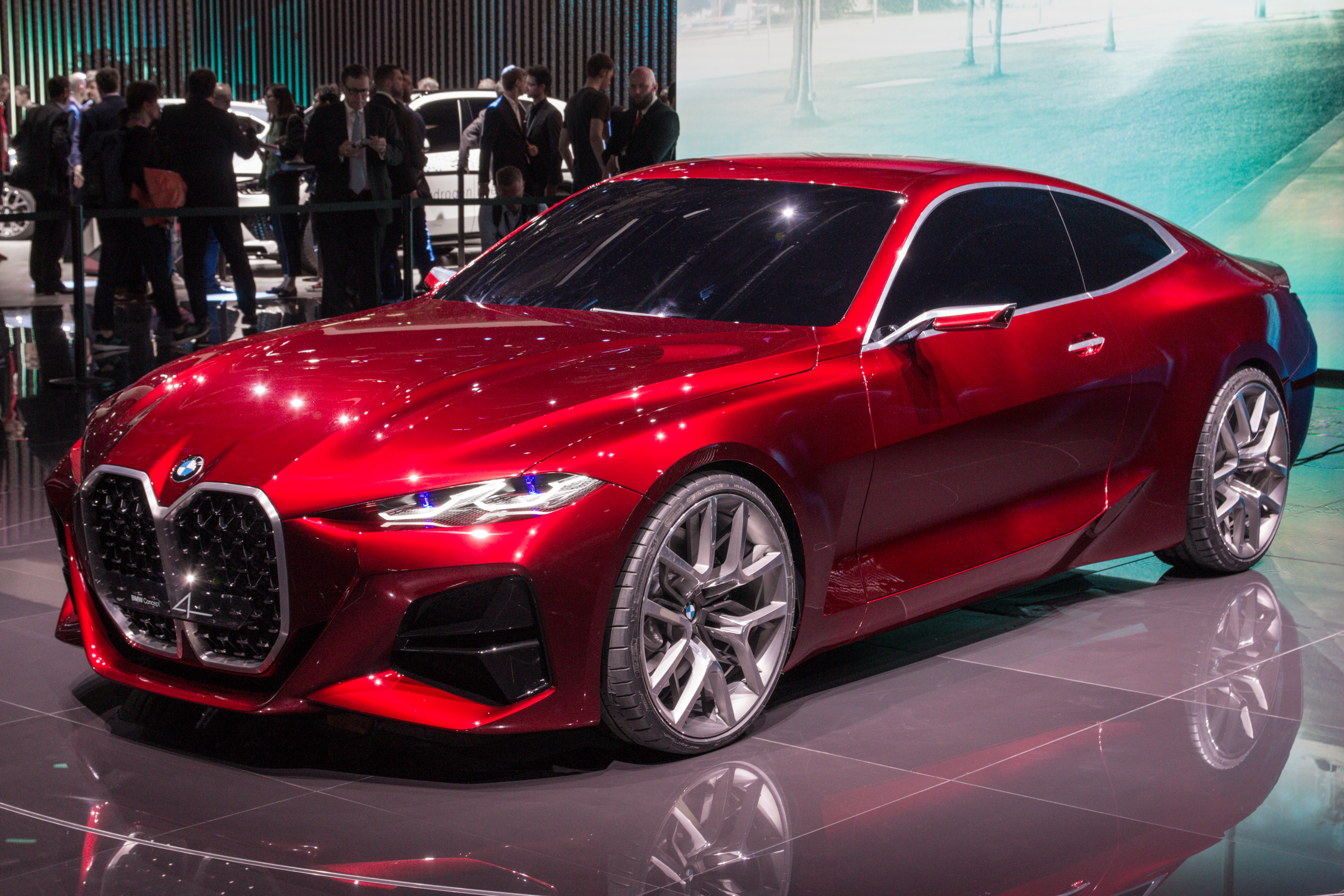
BMW Concept 4

Le coupé Série 4 est préfiguré par le concept car Concept 4, un coupé deux portes, présenté au salon de Francfort 2019 qui devait donner un aperçu d'un successeur de la BMW F32. Il y a eu beaucoup de débats médiatiques sur la grande taille de la calandre avant verticale de BMW. Selon le constructeur, elle devrait "donner au véhicule un caractère propre et une haute exclusivité".